# Carl Pomerance
Carl Pomerance (Joplin, 24 novembre 1944) è un matematico statunitense, studioso di teoria dei numeri.
Ha vinto molti premi per la sua attività di insegnamento e di ricerca, tra cui il Premio Chauvenet nel 1985 e il Premio Conant nel 2001. Ha pubblicato oltre 120 lavori, incluse collaborazioni con Richard Crandall.
È l'ideatore di uno dei più importanti algoritmi di fattorizzazione, il crivello quadratico, che è stata usato nel 1994 per la fattorizzazione dell'RSA-129. È anche uno degli scopritori del Test di primalità di Adleman-Pomerance-Rumely
Il suo numero di Erdős è 1.